# یورگن تودنهوفر
یورگن تودنهوفر (زاده ۱۲ نوامبر ۱۹۴۰ در اوفنبورگ، بادن-وورتمبرگ آلمان) سیاستمدار، روزنامه‌نگار و نویسنده آلمانی است.

## تحصیلات
وی دانش‌آموخته رشته حقوق است. وی در سال ۱۹۶۹ میلادی مدرک دکتری در رشته حقوق گرفت و از سال ۱۹۷۲ به عنوان قاضی مشغول به کار است.
وی در سال ۱۹۷۰ میلادی به عضویت اتحادیه دموکرات مسیحی آلمان درآمد و از ۱۳ دسامبر ۱۹۷۲ تا ۱۳ دسامبر ۱۹۹۰ و برای پنج دوره در بوندستاگ عضویت داشت.

## سفر به مناطق تحت اشغال داعش
وی تنها خبرنگار خارجی است که به سرزمین‌های تحت سیطره داعش سفر کرده و بازگشته است.
او ماه‌ها با یکی از اعضای آلمانی داعش مکاتبه کرد تا سرانجام توانست موافقت این گروه را برای سفر به مناطق اشغالی به دست بیاورد.
یورگن تودنهوفر در سفری ده روزه همراه با پسرش و یکی از دوستان او، در دو شهر رقه سوریه و موصل عراق (که دو پایگاه اصلی داعش بودند)، گذرانده و برای نخستین‌بار گزارش دست اولی از مشاهدات خود دربارهٔ این گروه و چگونگی حکومتش ارائه کرده‌است.
وی از دیدارش با ۱۴ عضو آمریکایی سفیدپوست داعش سخن گفته و تأکید دارد که اعضای غربی داعش فقط مهاجران غربی نیستند. بنا به اعتقاد وی، در عراق ۳۰ درصد جنگجویان داعش خارجی هستند اما در سوریه ۷۰ درصد آن‌ها از اتباع خارجی هستند.

## اظهارنظرها
وی مشاهدات خود را از داعش در کتابی با عنوان ده روز با داعش (Inside IS - 10 Tage im "Islamischen Staat) منتشر کرده‌است.
وی بعد از بازگشت به مونیخ در مورد داعش به بی.بی. سی گفت: 
آنها بی‌رحم‌ترین و خطرناک‌ترین دشمنی هستند که تابحال در زندگی‌ام دیده‌ام.